# Circeis spirillum
Circeis spirillum is een borstelworm uit de familie van de kalkkokerwormen (Serpulidae). De wetenschappelijke naam werd gepubliceerd in 1758 door Carl Linnaeus in de tiende editie van Systema naturae.

## Beschrijving
Circeis spirillum leeft in een kleine, witte en soms doorschijnende kokertje dat, in tegenstelling tot de spiraalkokerworm, rechtsom tegen de klok in is opgerold. Het oranje lichaam heeft maximaal 23 segmenten en is soms zichtbaar door de kokerwand. De totale diameter is minder dan 3 mm. De kroon is rood.

## Verspreiding en leefgebied
Het is wijdverspreid op het noordelijk halfrond, zowel in de Atlantische als in de Stille Oceaan. Op ondiepe locaties, net onder de getijdenzone, wordt hij meestal aangetroffen op algen. Op grotere diepten gedijt hij op hydroïdpoliepen.